# Хан, Шахид Али
Шахид Али Хан (урду شاہد علی خان‎, англ. Shahid Ali Khan, 16 декабря 1964, Карачи, Пакистан) — пакистанский хоккеист (хоккей на траве), вратарь. Олимпийский чемпион 1984 года, бронзовый призёр летних Олимпийских игр 1992 года.

## Биография
Шахид Али Хан родился 16 декабря 1964 года в пакистанском городе Карачи.
Играл в хоккей на траве за ПИА из Карачи.
В 1984 году вошёл в состав сборной Пакистана по хоккею на траве на летних Олимпийских играх в Лос-Анджелесе и завоевал золотую медаль. Играл на позиции вратаря, провёл 3 матча, пропустил 1 мяч от сборной Канады.
В 1990 году завоевал серебряную медаль чемпионата мира в Лахоре.
В 1992 году вошёл в состав сборной Пакистана по хоккею на траве на летних Олимпийских играх в Барселоне и завоевал бронзовую медаль. Играл на позиции вратаря, провёл 7 матчей, пропустил 11 мячей (пять от сборной Нидерландов, по два — от Объединённой команды и Германии, по одному — от Малайзии и Испании).
В том же году удостоен правительственной награды Pride of Perfomance.
В 1982 и 1990 годах в составе сборной Пакистана выиграл золотые медали хоккейных турниров летних Азиатских игр.
В 1981—1993 годах провёл за сборную Пакистана 135 матчей.